# 安娜·戴高乐
安娜·戴高乐（法語：Anne de Gaulle；1928年1月1日—1948年2月6日），是法国总统夏尔·戴高乐与伊冯娜·戴高乐最怜爱的小女儿，出生时患有唐氏综合征，20岁时因支气管肺炎去世。